# Vrăjitoarea (film din 2015)
Vrăjitoarea (titlu original: The Witch, subtitlu The VVitch: A New-England Folktale) este un film american din 2015 scris și regizat de Robert Eggers. Rolurile principale au fost interpretate de actorii Anya Taylor-Joy, Ralph Ineson și Kate Dickie. Filmul are loc în secolul al XVII-lea și prezintă o familie puritană care înfruntă forțelor răului la ferma lor din Noua Anglie. A avut premiera mondială la Festivalul de Film Sundance la 27 ianuarie 2015.

## Distribuție
- Anya Taylor-Joy - Thomasin
- Ralph Ineson - William
- Kate Dickie - Katherine
- Harvey Scrimshaw - Caleb
- Ellie Grainger - Mercy
- Lucas Dawson - Jonas
- Julian Richings - the Governor
- Bathsheba Garnett - the Witch
- Sarah Stephens - the young Witch
- Wahab Chaudhry - Black Phillip
- Axtun Henry Dube and Athan Conrad Dube - Samuel

## Producție
Filmările au avut loc în Mattawa, regiunea Northern Ontario, Canada.